# Chieftain
FV 4201 Chieftain byl v 60. letech a 70. letech jedním z hlavních bojových tanků Spojeného království. První prototyp byl dokončen v roce 1961. V době uvedení do služby v roce 1966 měl výkonný kanón a silné pancéřování, které žádný jiný tank té doby neměl. Tank byl řidičem ovládán v leže na zádech, což umožňovalo omezení otřesů během jízdy v terénu. Kromě služby ve Spojeném království byl tank vyvážen na Blízký východ (Írán, Kuvajt, Jordánsko a Omán). Britská armáda Chieftain vyřadila v roce 1995.
Během irácko-íránské války v 80. letech měla íránská armáda ve výzbroji 900 tanků Chieftain a tento tank se účastnil mnoha tankových bitev. Kolem 50 opuštěných tanků Chieftain v té době irácká armáda ukořistila a v roce 2015 je použila v boji proti Islámskému státu.
Tank Chieftain je také vyobrazen na obalu alba Salisbury z roku 1971 britské skupiny Uriah Heep.

## Vývoj

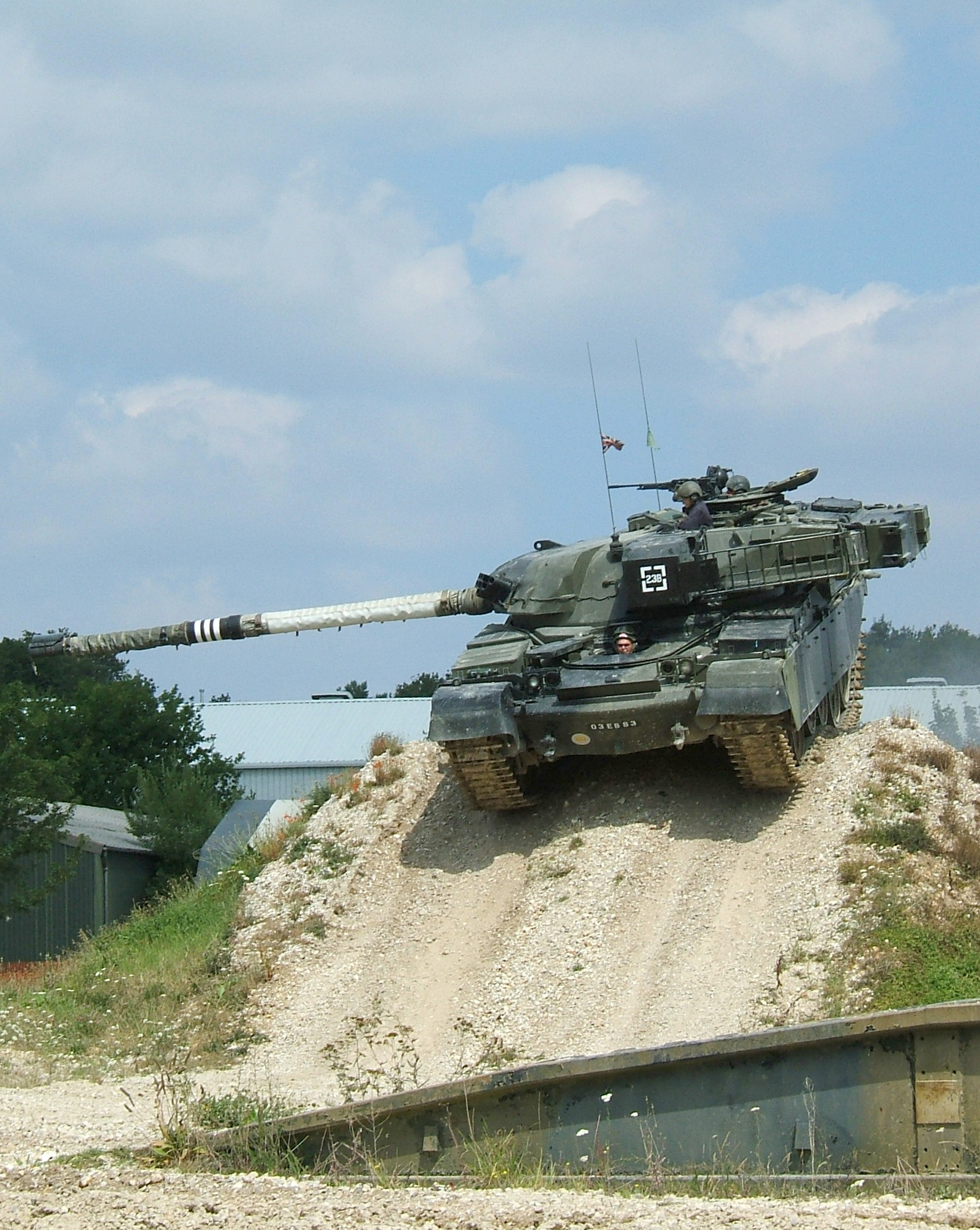
Chieftain v tankovém muzeu v Bovingtonu, 2006

FV4201 Cheftain vznikl vývojem hlavního bojového tanku britské armády Centurion, navrženého začátkem roku 1945. Centurion byl považován za jeden z nejúspěšnějších poválečných návrhů hlavního bojového tanku, avšak nasazení sovětských těžkých tanků IS-3 a IS-4 vyvolalo potřebu vývoje nového hlavního bojového tanku Chieftain. Firma Leyland, zapojená do vývoje tanku Centurion, v roce 1956 sestrojila své vlastní prototypy tanku FV4201. Tank Chieftain měl zkrácený podvozek tanku Centurion s prototypem nové věže, vyzbrojenou kanónem Ordnance QF 20 Pounder ráže 84 mm (později byl vyzbrojen kanónem L11A5 ráže 120mm).
Specifikace generálního štábu čerpala z nasazení tanků Centurion v korejské válce a také ze zkušeností s tankem Conqueror. Očekávalo se, že Chieftain bude schopen ničit nepřítele na velkou vzdálenost z obranných pozic a proto měl mít jeho kanón větší úhel sklonu než 8 stupňů a měl být vybaven lepším čelním pancířem.
Prvních několik prototypů bylo dodáno v roce 1959. Snížení vibrací a lepší chlazení motoru vyústily v přepracování zadní části trupu. To zvýšilo konstrukční hmotnost na téměř 50 tun a proto bylo nutné posílení zavěšení kol. Pro ochranu vozovky před poškozením bylo třeba namontovat trackpady (gumové podložky) a zvýšit tým světlou výšku. Design byl schválen na začátku 60. let 20. století. Británie a Izrael spolupracovaly na vývoji v posledních fázích. Izraelským cílem bylo nakoupit a vyrábět tank ve své zemi.
V roce 1957 NATO určilo, že tank by měl používat vícepalivové motory. Původní motor Leyland dosahoval výkonu 450 koňských sil (340 kW), což tanku umožňovalo dosáhnout na silnici maximální rychlosti přibližně 40 km/h. Koncem 70. let se konstrukce motoru změnila zavedením těsnění Belzona. Zvýšil se i výkon motoru, přičemž pozdější motory dosahovaly přibližně 850 koní (630 kW). To znamenalo lepší výkon a zvýšenou rychlost. Výkonnost v terénu však zůstala omezená.

## Služba

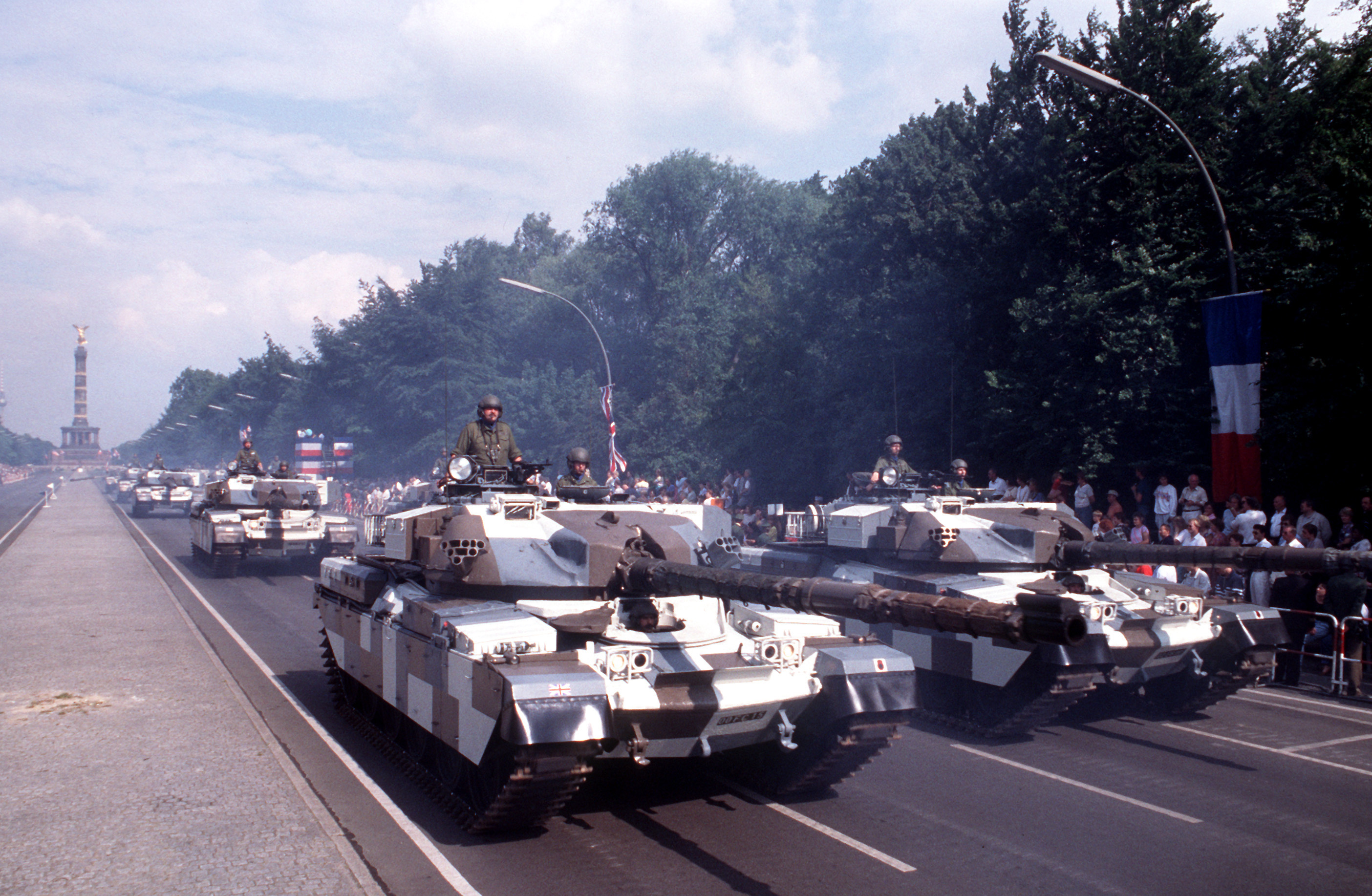
Tanky Chieftain 14./20. královských husarů na přehlídce s městskou kamufláží na Straße des 17. Juni v Západním Berlíně 18. června 1989.

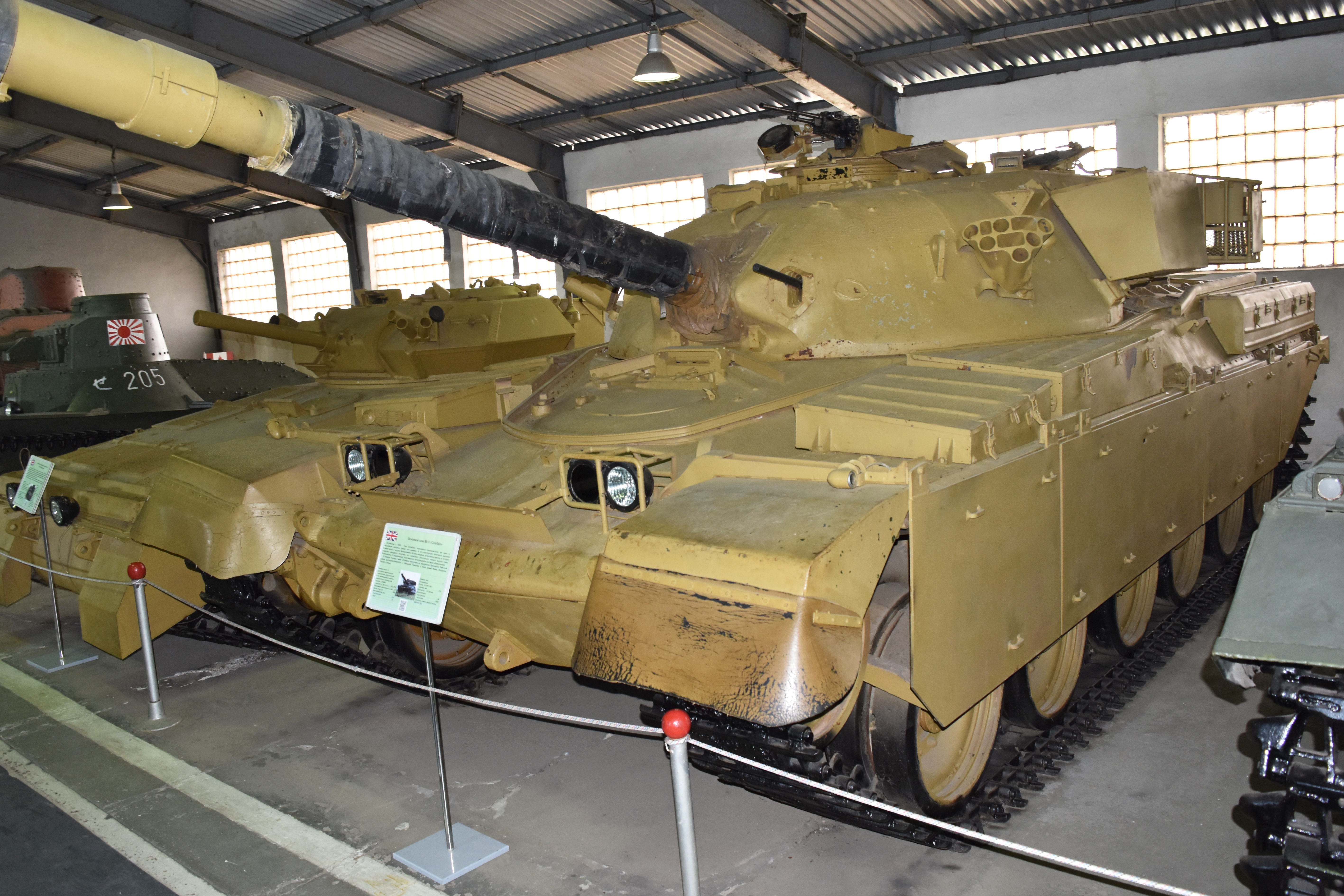
Bývalý tank íránské armády Chieftain Mk.5 vystavený v tankovém muzeu Kubinka

Chieftain na rozdíl od tanku Centurion nesloužil v žádné další zemi NATO. Osvědčil se v boji a šlo jej modernizovat v rámci celkové zlepšení a splnění místních požadavků. Neustále se vylepšoval až do začátku 90. let minulého století, kdy byl nahrazen tankem Challenger 1. Konečná verze Chieftainu, kterou používala britská armáda až do roku 1995, obsahovala pancéřování „Stillbrew“. Poslední britský pluk vybavený tanky Chieftain byl 1. královský tankový pluk v Tidworthu.
První model byl představen v roce 1967. Chieftain byly dodány do Íránu, Kuvajtu, Ománu a Jordánska. Britská vláda v roce 1969 zrušila dohodu o prodeji do Izraele a místní produkci, navzdory značným izraelským technickým a taktickým vstupům do vývoje tanku, zejména schopnosti úspěšně fungovat v pouštním prostředí a rozložením tanku, aby se dobře využily prostory v dolní části korby. Tato zkušenost podnítila vznik domácího tanku Merkava, jejíž rozvojový program vedl generál Jisra'el Tal, který úzce spolupracoval s Brity na projektu anglo-izraelského tanku FV4021 Chieftain. Největším zahraničním odběratelem se stal Írán před islámskou revolucí.
Na blízkém východě měl FV4201 Chieftain prokázat všechny své operační zkušenosti. Írán ho ve velké míře používal během íránsko-irácké války v letech 1980 až 1988, včetně největší tankové bitvy. Chieftain Mk 3/5 trpěl problémy s motorem a nízkým výkonem, což jej dělalo nespolehlivým a pomalým při manévrování v náročném terénu. Po tankové bitvě u Susangerdu, byly ukořistěny tanky Chieftain íránské 92. obrněné divize a odvezeny do Bagdádu na zkoušky. Slabá pohyblivost v terénu a slabý čelní pancíř odradil Iráčany od nákupu tanků. Nicméně ukořistěné tanky byly do služby zařazeny. Ra'ad Al-Hamdani, irácký generál iráckých republikánských gard, rovněž vyjádřil negativní stanovisko k výkonu Chieftainu v boji a uvedl: „16. íránská obrněná divize, která byla vybavena tanky Chieftain, prohrála boj proti 10. irácké obrněné Brigádě s tanky T-72. Pro obrněnou brigádu je obtížné zničit divizi za 12 hodin, ale stalo se; pro Íránce to byla katastrofa“. Z počtu 894 tanků Chieftain, které byly dodány, zůstalo do konce války pouhých 200.
Chieftain zůstává ve službě v Íránu, přičemž tank Mobarez je místně vylepšenou verzí.

## Uživatelé

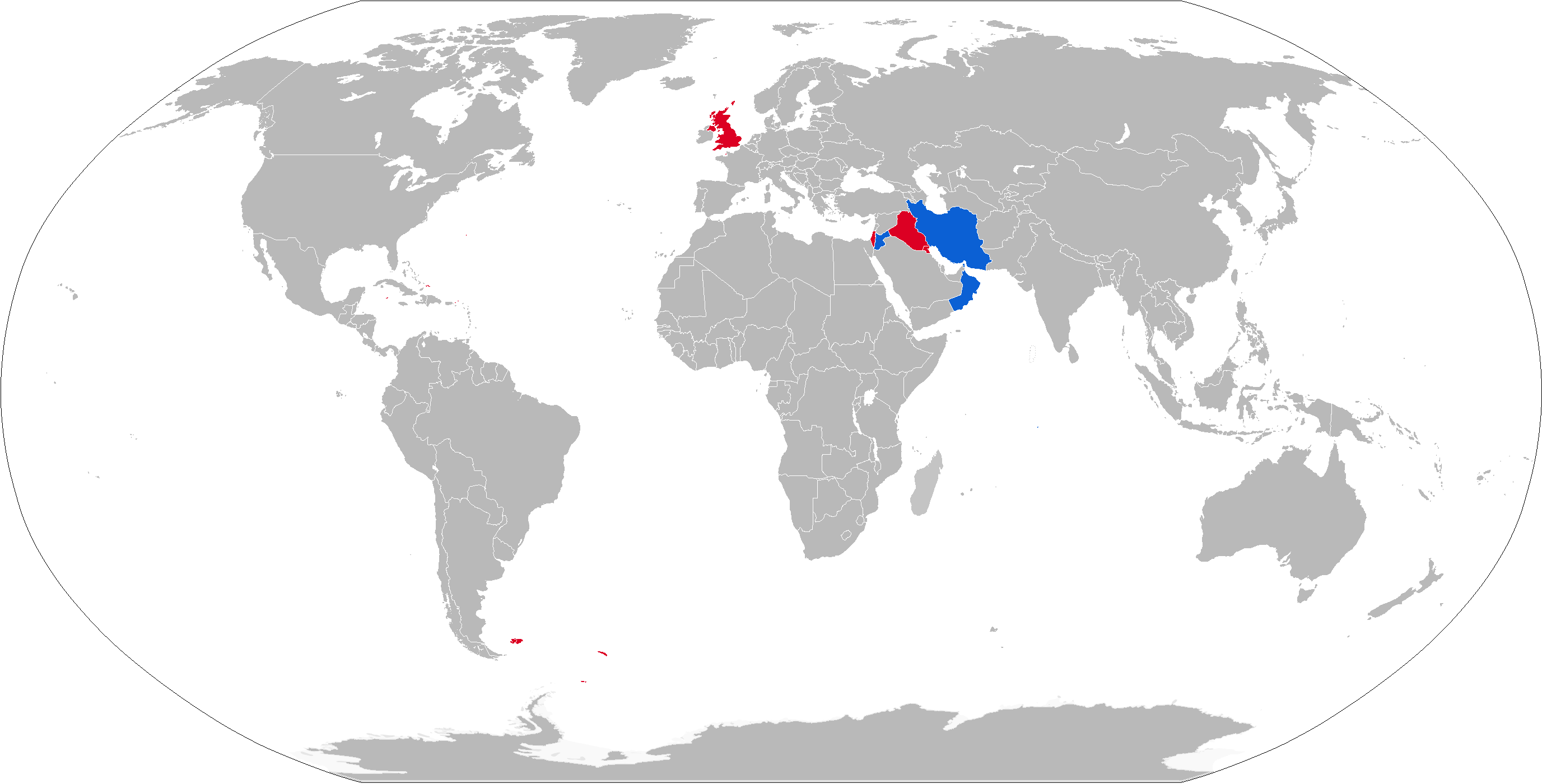
Mapa uživatelů Chieftainu v modré barvě s bývalými uživateli v barvě červené

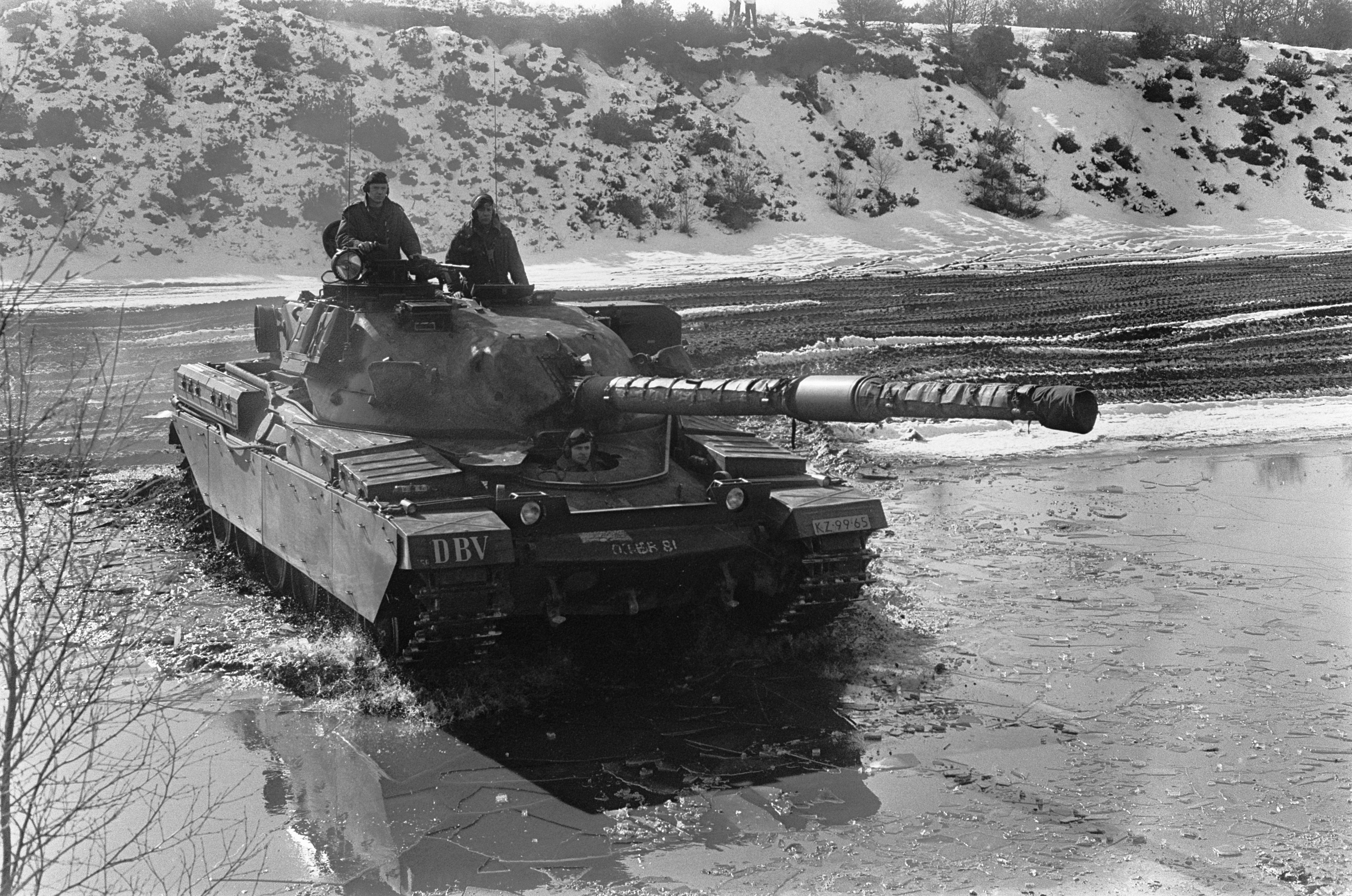
Chieftain Mk.2 testovaný holandskou armádou, 1968.

### Současní
- Írán: 707 Mk-3P a Mk-5P, 187 FV4030-1,[5] 41 ARV a 14 AVLB získaných před revolucí v roce 1979. Další plánované dodávky výkonnějších řad FV4030-2 (Shir 1) a FV4030-3 (Shir 2) byly v tomto okamžiku zrušeny. 100 ks ve službě v roce 2005 (100 roku 1990, 250 roku 1995, 140 roku 2000).[6]
- Jordánsko: 274 verze Khalid dodáno v letech 1981 a 1985 + 90 MK3/5 (ukořistěné íránské tanky) z Iráku.[7]
- Omán: 27 dodáno v letech 1981–85.[8]

### Dřívější
- Spojené království: ve službě v letech 1965 až 1995.
- Kuvajt: 175 v roce 1976, 143 v roce 1990, 20 v roce 1995, 17 v depozitu roku 2000.[9]
- Irák: 50-75 tanků, ukořistěných Íránu, ve výzbroji irácké armády v roce 1990. Většina z nich byla modernizována na úroveň Khalid, s klimatizací pro posádku a zesíleným pancéřováním a nočním viděním.[10]
- Izrael: 2 dodávané pro společný anglo-izraelský projekt. Ve službě u obrněných sborů pro zkoušky v letech 1965–69
- Nizozemsko: Jeden Chieftain byl testován spolu s Leopardem mezi 15. lednem a 22. březnem 1968 Detachement ter Beproeving van Voertuigen (“Oddělení pro testování vozidel”) holandské královské armády; tanku bylo přiděleno britské registrační číslo 03 EB 81 a holandské číslo KZ-99-65.[11][12] Leopard byl nakonec vybrán z velké části kvůli konstrukčním nedostatkům Chieftainu, zejména motoru, ze kterého unikalo tolik oleje, že motorový prostor zčernal.[13]